# Nazaret Daghavarian
Nazaret Daghavarian (Arménio: ննզզրեթ տտղղվրյրեթն, Turco: Nazaret Dağavaryan; 1862 em Sebastia, Império Otomano - 1915) era um médico armênio otomano, agrônomo e ativista público, e um dos fundadores do armênio União Geral Benevolente (AGBU). Foi autor de trabalhos científicos sobre medicina, religião e história.

## Biografia
Nazaret Daghavarian nasceu como Chaderjian (turco: Çadırcıyan) em Sebastia e estudou nos colégios de Constantinopla, depois terminou na Universidade de Paris. Ele foi o diretor-chefe das escolas armênias da província de Sebastia, depois dirigiu a escola aramiana e o hospital São Salvador em Constantinopla. Preso pelas autoridades turcas, foi liberto após mediação da embaixada francesa e em 1905 mudou-se para o Cairo, onde trabalhou como médico e professor e participou da fundação da organização de caridade AGBU. Em 1908, após a revolução dos Jovens Turcos, ele retornou a Constantinopla e foi eleito membro do parlamento otomano e Comitê Central Nacional Armênio. Ele era um membro do Partido Ramgavar (Partido Liberal Democrático Armênio) e um dos fundadores do Partido Otomano da Liberdade e do Acordo, que era o principal partido de oposição ao Comitê de União e Progresso. Em 24 de abril de 1915, Daghavarian foi preso em Constantinopla por ordem da CUP e foi morto a caminho da deportação, durante os estágios iniciais do genocídio armênio.